# Dongfang hong
Dōngfāng hóng (chinesisch 東方紅 / 东方红, Pinyin dōngfāng hóng, Der Osten ist rot) ist die Verfilmung eines chinesischen Musicals.

## Geschichte
Das Musical wurde unter der formellen Schirmherrschaft von Zhou Enlai zum 15. Jahrestag der Gründung der Volksrepublik China produziert und am 2. Oktober 1964 in der Großen Halle des Volkes in Peking uraufgeführt. An der Vorbereitung ab Juli 1964 und an der Aufführung waren mehr als 3500 Personen beteiligt. 1965 wurde die Verfilmung fertiggestellt.

## Darstellung
Es handelt sich um die Verfilmung eines musikalischen Epos mit großem gemischtem Chor und einem Orchester aus chinesischen und europäischen Instrumenten. Die Bühnendarsteller sind Schauspieler, Tänzer und Akrobaten. Die Handlung ist von Revolutionsliedern und Tänzen geprägt. Eine Sprecherin und ein Sprecher führen durch die Handlung.

## Inhalt
Der Film beginnt mit einem Tanz mit Sonnenblumen (《葵花向太阳》,  Kuíhuā xiàng tàiyáng) und dem bekannten Lied „Der Osten ist rot“ (《东方红》,  Dōngfāng hóng), einem Volkslied aus Nord-Shaanxi, das von Lǐ Huànzhī (李焕之) bearbeitet und von Lǐ Yǒuyuán (李有源) mit einem neuen Text versehen wurde.
In der Folge wird die Geschichte der chinesischen Revolution von den Opiumkriegen Mitte des 19. Jahrhunderts über den Langen Marsch bis zur Gründung der Volksrepublik 1949 dargestellt.
Der Film endet mit der Gründung der Volksrepublik China und schließt mit der Internationale in der chinesischen Übersetzung von Qu Qiubai, wobei der Dirigent sich dem Publikum in der Großen Halle des Volkes zuwendet, das sich erhebt und mitsingt.